# Malcolm O'Kelly
Malcolm Eamonn O’Kelly (Chelmsford, Inglaterra, 19 de julio de 1974) es un exjugador irlandés de rugby que se desempeñaba como segunda línea. Actualmente ejerce su profesión de ingeniero químico.
Malcolm O’Kelly jugó 92 partidos con el XV del trébol disputando tres Copas Mundiales y ganó el Torneo de las Seis Naciones 2009.
O’Kelly también fue convocado a los British and Irish Lions para las giras a Australia 2001 y Nueva Zelanda 2005.

## Participaciones en la Copa del Mundo
| Mundial                       | Sede      | Resultado        | PJ | Tries |
| ----------------------------- | --------- | ---------------- | -- | ----- |
| Copa Mundial de Rugby de 1999 | Gales     | Octavos de final | 4  | 0     |
| Copa Mundial de Rugby de 2003 | Australia | Cuartos de final | 5  | 0     |
| Copa Mundial de Rugby de 2007 | Francia   | Primera fase     | 4  | 0     |

## Palmarés
- Campeón del Torneo de las Seis Naciones 2009 con Grand Slam.
- Campeón de la Copa de Europa de 2009.
- Campeón de la Liga Celta de 2002 y 2008.